# Marek Jarolím
Marek Jarolím (* 21. května 1984 Olomouc) je český fotbalový trenér, který od září 2024 působí na lavičce českého týmu FC Vysočina Jihlava, a bývalý profesionální fotbalista, který hrával na pozici záložníka. Odchovanec Sparty, ligovou kariéru začal v Mladé Boleslavi, poté Plzni. Se Slavii získal dva tituly, poté působil zejména v Jablonci.
Mimo Česko působil na klubové úrovni v Číně a Řecku. Kariéru ukončil v Bohemians 1905 během sezóny 2015/2016.
Od léta 2020 do roku 2023 působil jako trenér B týmu SK Slavie Praha, předtím ve Slavii působil jako mládežnický trenér.

## Klubová kariéra
Jarolím je synovcem trenéra Karla Jarolíma, který jej získal začátkem roku 2008 do Slavie. Odchovanec Sparty působil také v Plzni a Mladé Boleslavi. V sezonách 2007/08 a 2008/09 získal se Slavií dva mistrovské tituly. V létě 2009 po vypadnutí Slavie v předkole Ligy mistrů se Sheriffem Tiraspol však vypadl ze sestavy a do svého týmu si jej přivedl trenér Jablonce František Komňacký. Před sezonou 2012/13 odešel. V úvodu nové sezóny (6. kolo) odehrál s Teplicemi přípravný zápas a posléze do severočeského klubu přestoupil.

### Chang-čou Greentown FC
Na jaře 2013 neodolal zájmu čínského klubu Chang-čou Greentown FC, kam následně přestoupil a podepsal kontrakt do 31. prosince 2014. Debutoval v březnu v 1. kole ligového ročníku proti celku Čchang-čchun Ja-tchaj (remíza 1:1). V mužstvu odehrál za necelé 4 měsíce jen 5 utkání a v srpnu 2013 v mužstvu předčasně skončil.

### Iraklis Soluň
Chvíli se připravoval ve Slavii Praha a v září 2013 podepsal roční smlouvu s řeckým druholigovým klubem Iraklis Soluň. Po dohodě s klubem ukončil smlouvu v lednu 2014 a připojil se k českému týmu FC Slovan Liberec.

### FC Slovan Liberec
V Liberci podepsal smlouvu do konce sezony 2013/14 s roční opcí. S Libercem vybojoval v sezoně 2013/14 postup do Evropské ligy. 17. července 2014 ve 2. předkole Evropské ligy UEFA 2014/15 proti MFK Košice vstřelil z penalty vítězný gól na konečných 1:0. V lednu 2015 se vedení rozhodlo neprodloužit mu smlouvu.

### Bohemians Praha 1905
V zimním přestupovém období ročníku 2014/15 zamířil do Bohemians Praha 1905, kde podepsal dvouletý kontrakt.

## Reprezentační kariéra
Marek Jarolím nastoupil za mládežnické reprezentační výběry České republiky do 18 let (1 zápas, 0 gólů) a 21 let (1 zápas, 0 gólů). Oba byly vítězné.

## Trenérská kariéra
Od léta 2017 působil Marek Jarolím jako asistent trenéra u mládežnického týmu U17 SK Slavia Praha. V červnu 2020 se přesunul do B-mužstva Slavie, kde nahradil Martina Hyského. Předtím působil jako trenér slávistického týmu U14. Prvním jeho zápasem v nové roli bylo vítězství nad B týmem Viktorie Plzeň. V létě 2023 u B-týmu skončil.
V lednu 2024 se stal asistentem trenéra Davida Holoubka v Mladé Boleslavi. V srpnu 2024 po vzájemné dohodě klub společně s Holoubkem opustili. V září téhož roku přijal nabídku klubu FC Vysočina Jihlava a stal se jejím hlavním trenérem.